# Нарды
На́рды (от пехл. nywʾlthšyl (nēw-ardaxšēr/nēw-ardaxšīr) — буквально: храбрый Ардашир), другие распространённые названия: триктрак (фр. trictrac), бэкгаммон (англ. backgammon), тапе́х (грабар տապեղ), тавла (тур. tavla; греч. τάβλι от др.-греч. «τάβλα, τάβλη»; (лат. «tabula») — «игральная доска»),
нарды́ (арм. նարդի  [nɑɾdí]), нарт (арм. նարտ [nɑɾt]), нярд (азерб. nərd), шеш-беш, коша — настольная игра для двух игроков на специальной доске, разделённой на две половины. Цель игры — привести все свои фишки в дом и снять их с доски раньше, чем это сделает второй игрок. Игроки попеременно бросают кости и передвигают шашки в соответствии с выпавшими очками, проходят шашками полный круг по доске в свой дом и выносят их за доску. Есть две основные разновидности — длинные и короткие нарды.

## История нардов

Партия в табулу, сыгранная византийским императором Зеноном в 480 году и записанная Агафием Миринейским в 530 году из-за очень неудачного броска Зенона (играющего красными в направлении от I до XXIV): 2, 5 и 6, в результате которого он вынужден был открыть восемь шашек.

Древние египтяне играли в игру сенет, которая принадлежит к семейству «гоночных игр», где ходы контролируются игральными костями, ещё в 3500 году до н. э. Царская игра Ура — ещё один пример такой игры, в которую играли в Древней Месопотамии. Недавние находки в Шахри-Сухте в Иране показали, что ещё одна похожая игра (включающая две кости и 60 фишек) существовала примерно за 3000 лет до н. э. Однако эти игры не могут быть прямыми предшественниками нардов.
Римская игра табула (ср.-греч. τάβλη), идентичная современным нардам, была описана в эпиграмме византийского императора Зенона (476—481 н. э.). Доска для этой игры была такая же, как для нардов: она содержала 24 пункта, по 12 на каждой стороне, игроки двигали свои фишки навстречу друг другу, и использовались кости в виде кубиков, как и в наше время. Как и в современных нардах, целью игры было первым вывести свои 15 шашек. Правила взятия, освобождения и вывода шашек были такими же, как сейчас. Основные отличия состояли в том, что использовалось три кубика вместо двух, в начале игры шашки находились за доской (шашки входили на доску по тем же правилам, что и вывод пленников), и не было правила для дубля (которое было введено в 1920-х годах). В греческом языке для обозначения нардов до сих пор используется слово τάβλη.

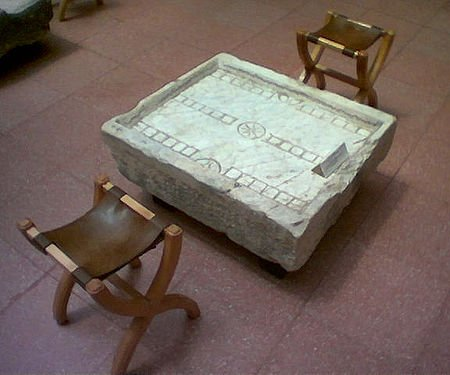
Стол для игры в Ludus duodecim scriptorum в музее города Эфес

Прямым предшественником игры табула считается более ранняя древнеримская игра Ludus duodecim scriptorum (с лат. — «игра двенадцати знаков»). В этой игре было три ряда по 12 пунктов в каждом, по которым двигались фишки. Ходы определялись броском трёх костей. Эта игра упоминается в «Науке любви» Овидия, написанной между 1 годом до н. э. и 8 годом н. э.

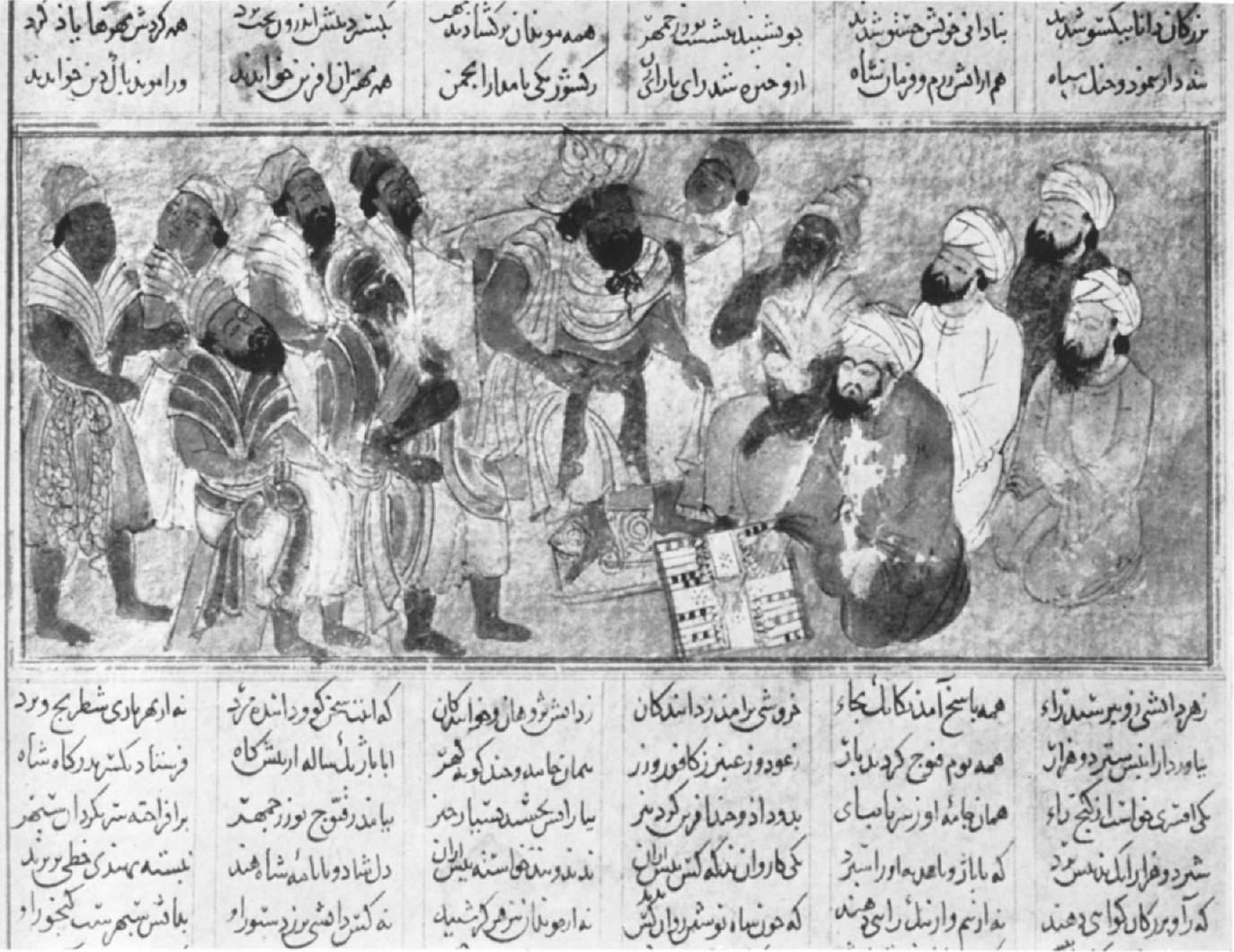
Бозоргмехр показывает нарды индийскому радже

Согласно среднеперсидскому тексту «Чатранг-Намак», некогда индийцы, желая проверить сметливость персов, послали им комплект шахмат, полагая, что те не догадаются, как играть в эту мудрую игру. Однако персидский мудрец Бозоргмехр (Бузург-Михр) не только легко справился с этой задачей, но и предложил свою, которую индусы не могли разгадать за 40 дней. Бозоргмехр придумал и послал своим оппонентам новую игру — нарды (нэв-ардашир — в честь основателя династии Сасанидов Ардашира I).

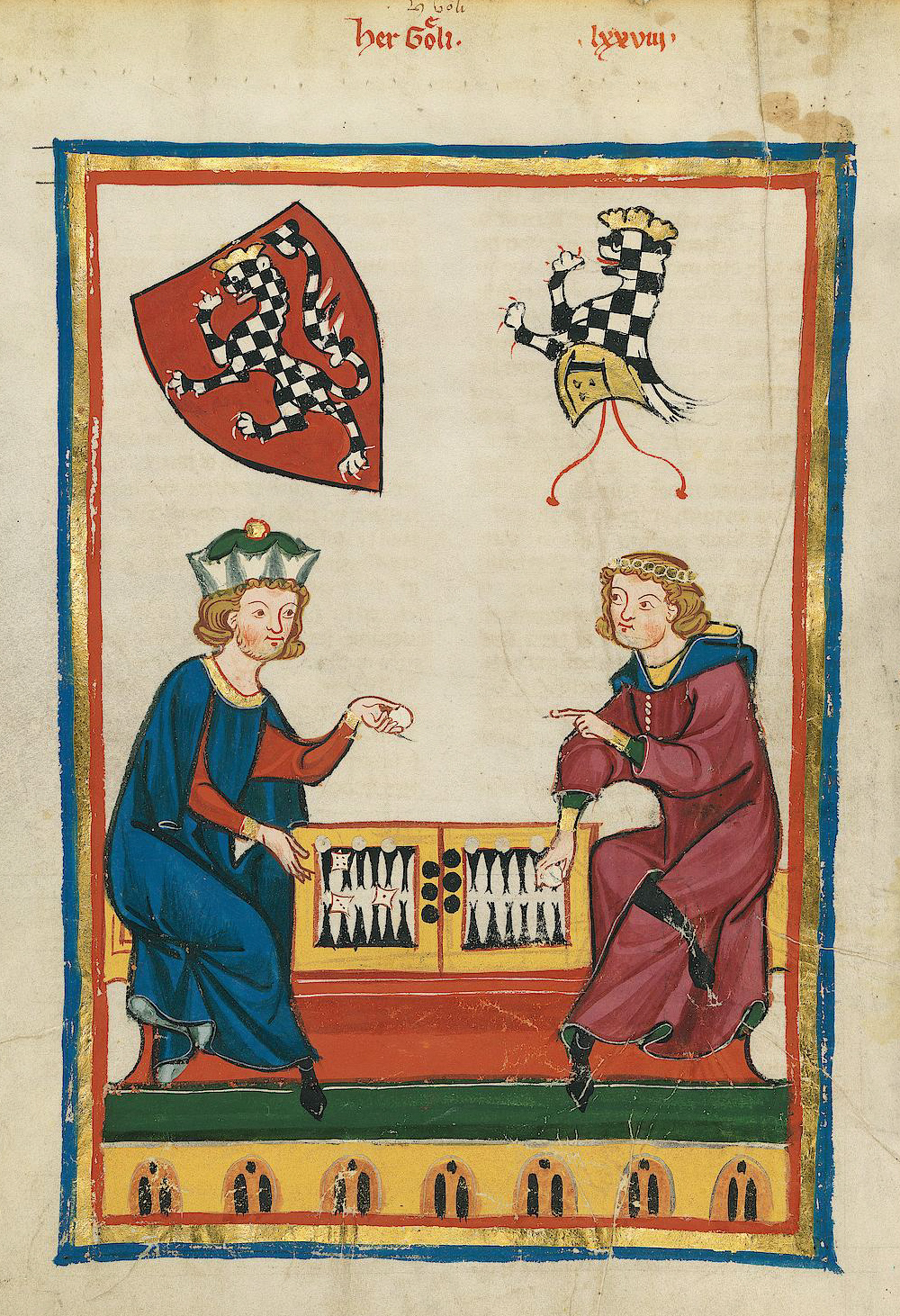
Миниатюра из Манесского кодекса

В Европе новая волна распространения игры была связана с возвращением крестоносцев из крестовых походов XII века. Игра стала очень популярной в средневековой Европе и называлась «триктрак». Это название, видимо, произошло от звука удара костей о деревянную доску. В то время слово «нарды» употреблялось для обозначения игры королей. Только представители высшей аристократии имели привилегию играть в нарды.
Хотя корни нардов уходят на Восток, правила наиболее распространённого в Европе современного варианта игры в нарды были установлены в 1743 году англичанином Эдмондом Хойлом (англ. Edmond Hoyle). Этот вариант называют короткими нардами (в противоположность более старым длинным нардам, придуманным на Востоке) или «Backgammon». По одной версии, название «Backgammon» образовано из английских слов «back» и «game» и связано с тем, что шашка оппонента, будучи побита, возвращалась назад. Другая версия связывает название «Backgammon» с галльскими словами «Baec» (маленький) и «Gammit» (битва), которые напоминают по значению персидские слова «Тахте Нард».
На сегодня нарды пользуются популярностью во всём мире. Во всех крупных столицах есть клубы любителей нардов, проходят международные турниры.

## Распространение
Нарды популярны в России (особенно в республиках Северного Кавказа), Южного Кавказа (Азербайджан, Армения, Грузия), на Балканах (Болгария, Греция), Средней Азии (Казахстан, Узбекистан, Таджикистан, Туркменистан) и на Ближнем Востоке (Иран, Сирия, Турция, Израиль).

## Инвентарь

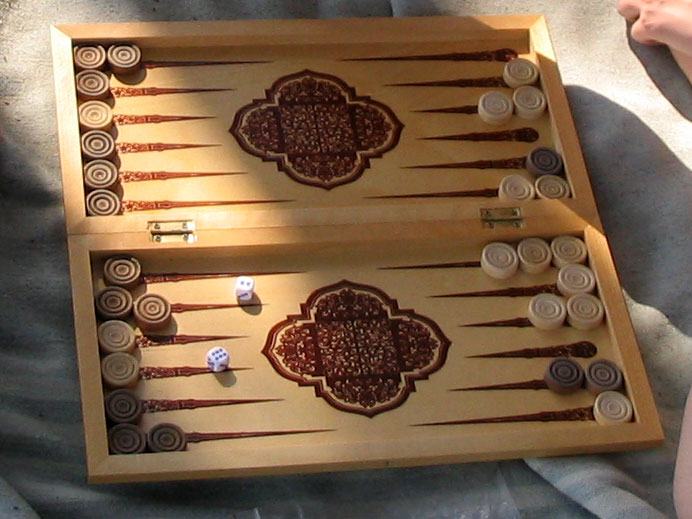
Доска для нардов

- Игровое поле (доска) имеет прямоугольную форму. На доске находится 24 пункта — по 12 с каждой из двух противоположных сторон. Пункт обычно представляет собой узкий вытянутый равнобедренный треугольник, основание которого лежит на стороне, а высота может достигать половины высоты доски. Пункты нумеруются от 1 до 24. Нумерация для каждого игрока своя. Для удобства пункты могут быть раскрашены в два цвета — чётные в один, нечётные в другой.
- Шесть пунктов подряд в одном из углов доски называются домом игрока. Расположение дома зависит от правил.
- С боков доски могут быть выделены участки, предназначенные для выставления шашек за доску. Если в конструкции доски их не предусмотрено, игроки выставляют шашки на стол сбоку от доски (рядом с домом).
- Доска разделяется посредине вертикальной полосой, называемой бар. В тех вариантах нардов, где можно бить шашки противника, сбитые шашки выставляются на бар.
- Каждый игрок имеет набор шашек — 15 штук одного цвета (в некоторых вариантах игры используется меньше шашек).
- Имеется как минимум одна пара игральных костей (зар). В наборе может быть две пары костей — у каждого игрока своя, а также специальные стаканчики для перемешивания костей. В игре на ставку также может применяться так называемый «куб удвоения» дополнительный кубик для удобства учёта повышения ставок — на его гранях нанесены числа 2, 4, 8, 16, 32, 64.

## Правила игры
Существует множество разновидностей игры в нарды, отличающиеся правилами ходов, ставок, начальным положением и другими деталями. Однако основных разновидностей игры в русскоязычном пространстве две — длинные и короткие нарды. У каждой разновидности имеется ещё более десятка вариаций. Крупные мировые чемпионаты проходят по международным правилам коротких нардов.

### Начальная позиция

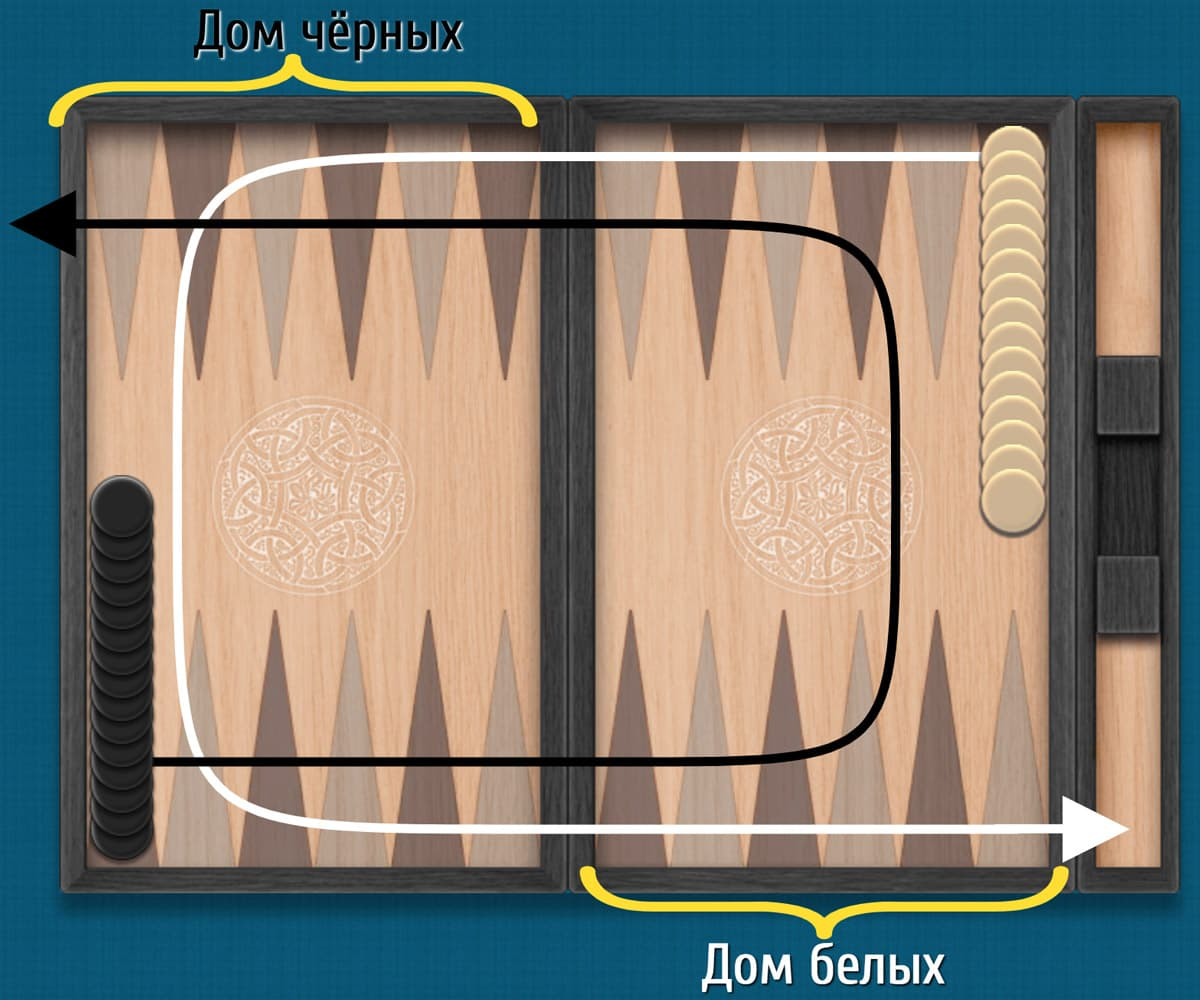
Длинные: начальное расположение

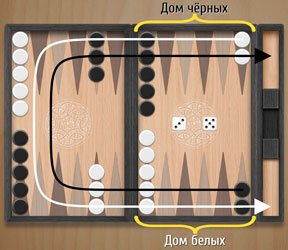
Короткие: начальное расположение

У каждого игрока имеется 15 шашек.
У каждого игрока имеется своя пара игральных костей и специальный стакан, который используется для того, чтобы перемешать кости.
Начальное расположение шашек на доске в длинных (позиция 12 и 24) называется «голова». Ход с этого положения называется «ход с головы». За один ход с головы можно взять только одну шашку (кроме первого броска).
Начальная расстановка шашек в международных коротких нардах такова: у каждого из игроков по две шашки в двадцать четвёртом пункте, пять в тринадцатом, три в восьмом и пять в шестом.

### Цель игры
Цель игры — переместить все шашки своего цвета в свой дом и затем выбросить их с доски. Кто первым снимет все свои шашки, тот и победитель в партии.

### Начальный жребий
Право первого хода разыгрывается броском костей — каждый из игроков бросает одну кость, первым ходит тот, у кого выпало больше очков. В случае одинакового количества очков бросок повторяется.
В длинных нардах для первого хода зары бросают ещё раз. Для коротких используются те, что выпали при определении начального жребия.

### Движение шашек
Общими (за некоторыми исключениями) для всех вариантов являются следующие правила:
- Игроки ходят по очереди.
- Направление перемещения шашек отличается в разных вариантах игры. Но в любом случае шашки двигаются по кругу и для каждого игрока направление их движения фиксировано.
- Перед каждым ходом игрок бросает две кости (так называемые зары). Выпавшие очки определяют возможные ходы. Кости бросаются на доску, они должны упасть на свободное место доски, с одной стороны от бара. Если хотя бы одна из костей вылетела за доску, кости оказались в разных половинах доски, кость попала на шашку или встала неровно (прислонилась к шашке или краю доски), бросок считается недействительным и должен быть повторён.
- За один ход делается до четырёх передвижений шашки. В каждом из них игрок может передвинуть любую свою шашку на такое количество пунктов, которое выпало на одной из костей. Например, если выпало 2 и 4 очка, игрок может за этот ход передвинуть одну (любую) из шашек на 2 пункта, другую — на 4 пункта, либо передвинуть одну шашку сначала на 2, затем — на 4 пункта (или, наоборот, сначала на 4, потом на 2). Если на обеих костях выпадает одинаковое число очков (дубль, паш, куча куш, кошка), то выпавшие очки удваиваются, и игрок получает возможность сделать 4 перемещения. Каждое перемещение шашки должно делаться на полное количество очков, выпавшее на кости (если выпало 4 очка, то пойти шашкой на 1, 2 или 3 пункта нельзя — можно только на полные 4).
- В каждом варианте правил есть некоторые запрещённые перемещения шашек. Игрок не может выбирать ходы, которые требуют таких перемещений. Если разрешённых перемещений для выпавшей комбинации очков нет, игрок пропускает ход. Но если возможность сделать хотя бы один ход есть, игрок не может отказаться от неё, даже если данный ход ему невыгоден.
- Если использовать очки одной из костей невозможно, они теряются. Если есть два варианта хода, один из которых использует очки только одной кости, а другой — обеих, то игрок обязан делать ход, использующий очки обеих костей. Если можно передвинуть только одну из двух шашек (то есть ход одной шашки исключает возможность хода другой), игрок обязан сделать ход на большее количество пунктов. В случае выпадения дубля игрок обязан использовать максимально возможное количество очков.
- Когда все шашки игрока в процессе движения по доске попадают в свой дом, следующими ходами игрок может начать выставлять их за доску. Шашка может быть выставлена за доску, когда номер пункта, на котором она стоит, равен числу очков, выпавших на одной из костей (то есть шашку, стоящую на крайнем пункте, можно выставлять, если выпала единица, на втором от края — если выпала двойка). Если все шашки в доме находятся ближе к краю доски, чем выпавшее число очков, то может выставляться за доску шашка из пункта с наибольшим номером.

### Результат игры
Выигрывает в партии тот, кто первым выставил все свои шашки за доску.
Традиционно ничьих в нардах не бывает, кроме двух вариаций «Поддавки» и «Гошанская ничья». «Поддавки»: по договорённости игроки могут играть «с ничьёй» в любую вариацию, чёрным предоставляется право последнего хода, если белые уже сняли все свои шашки. Если чёрные тоже успеют снять все 15 шашек — будет ничья. «Гошанская ничья»: также могут играть в любую вариацию, чёрным предоставляется право последнего хода, если белые уже сняли все свои шашки. Если у чёрных выпадает куш и этим ходом снимаются все 15 шашек  — будет «Гошанская ничья». Если выпал не куш (не важно, успевают чёрные снять все шашки или нет) — они проиграли.
Партия может закончиться с разным счётом (в зависимости от преимущества в игре и значения куба удвоения):
- Оин, или простая победа, — положение шашек в конце игры, при котором проигравший успел выбросить хотя бы 1 шашку, в то время как оппонент вывел все за доску. Считается как 1 очко.
- Марс, или двойная победа, — положение шашек в конце игры, при котором проигравший не успел завести в свой дом все свои шашки, в то время как оппонент вывел все за доску. Такая победа приносит 2 очка. «Домашний марс» — самая редкая ситуация, при которой проигравший успел все свои шашки завести в дом, но ни одной не вывел, в то время как оппонент вывел все свои. Домашний марс учитывается как обычный марс, но имеет особое название. В международных правилах понятие «Домашний марс» не используется.
- Кокс, или тройная победа, — ситуация, при которой проигравший не успел вывести одну или несколько своих шашек из первого квадранта или оставил шашку на баре, в то время как оппонент вывел все свои за доску. В длинных нардах отсутствует и учитывается только как марс. Победа коксом приносит 3 очка.

Правила начисления очков за выигрыш в разных вариантах нардов могут различаться. Например, в варианте Гипергаммон марс и кокс не учитываются.

## Одиночные партии и матчи
В нарды играют как одиночные партии, так и матчи — серии партий до определённого количества очков.. Чтобы снизить влияние случайности, соперники в международных турнирах разыгрывают между собой матч. Как правило, турнирные матчи играются до 7, 9, 11 или 13 очков.
Чемпионаты проводятся по коротким или длинным нардам. Все партии турнира играются до набора определённых очков в матче, разновидность игры не меняется от партии к партии. В конце турнирной партии, полученные очки за победу умножаются на значение куба удвоения. Вычисленные победные очки за партию учитываются в итоговом счёте матча.
В греческих нардах Тавли играют последовательно три партии:
- Портес — аналог международных коротких нардов.
- Плакото — короткие нарды, но без выбивания, а с запиранием.[23]
- Февга — аналог длинных нардов, но с особенностью игры с «головы».[24]

Существуют смешанные матчи, игроки могут сами договориться о последовательности разновидностей нардов, в которые они будут играть. Например, матч из последовательных игр в Гипергаммон, в длинные и короткие нарды. Если после трёх партий счёт равный, то играется финальная партия в Гипергаммон.

## Игра на ставку
Одиночная игра на ставку (денежную или другую виртуальную единицу) называется англ. moneygame. В moneygame и матчах розыгрыш ставки происходит по-разному.
В розыгрыше ставки существует три основных варианта:
- Ставка за победу в одиночной партии (марс и кокс считаются как 1 очко).
- Ставка за 1 победное очко в одиночной партии. Марс' удваивает первоначальную ставку, а кокс утраивает. Может играться с кубом удвоения, победные очки дополнительно умножаются на значение куба удвоения. Например, победа с марсом и кубом удвоения в положении 2 принесёт четыре первоначальных ставки.
- Ставка за каждую шашку, оставшуюся на доске, когда соперник уже снял свои с доски. Традиционный вариант для тбилисских нардов. Играется редко, так как первоначальная ставка может быть умножена на коэффициент 15 и более, если будут учтены победные очки и даже куб удвоения.

## Куб удвоения

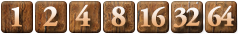
Значения куба удвоения

В международных турнирных играх используется специальный куб удвоения. На его гранях нанесены степени двойки: 2, 4, 8, 16, 32, 64.
В начале игры он располагается посередине желобка на доске стороной с цифрой 64 кверху (на онлайн-ресурсах — отображается цифра 1). Это положение обозначает, что удвоения в игре ещё не было и оба игрока имеют право предложить удвоение в текущей партии.

### Процесс удвоения
Перед своим ходом, до броска костей, игрок имеет право предложить удвоение. Если он удваивает игру, то соперник обязан либо принять удвоение в игре, либо сдаться в 1 победное очко. Запрещено удваивать на самом первом ходу партии.
Когда соперник принимает удвоение, куб переворачивается — теперь отображает удвоенное значение — и перемещается ближе к принявшему удвоение. Теперь предложить удвоение может только принявший игрок. После последующих удвоений право переходит к принявшему куб.

### Автодубль
Когда в процессе розыгрыша начального жребия у обоих игроков выпадают одинаковые кости, куб удвоения автоматически переворачивается. Обычно, игроки договариваются играть только с одним или двумя такими автоматическими удвоениями. Используется для увеличения азарта в игре на ставку.

### Бивер/Редабл, Ракун
Когда игроку предложено удвоение, он тут же может предложить встречное удвоение «Бивер», но сохранив право последующего удвоения у себя.
«Ракун» — редкая договорённость, когда можно принять удвоение Бивера и тут же удвоить ещё раз, тем самым перехватить право последующего удвоения.

### Правило Кроуфорда
Если до завершения матча победителю осталось набрать 1 очко (матч-пойнт), то в этой партии куб удвоения не используется. Если будут последующие партии, то куб снова будет использоваться. Правило используется, потому что отстающий игрок ничем не рискует, удваивая игру.

### Правило Якоби
Марс и кокс считаются как одно очко до предложения удвоить игру. Если произошло удвоение, то марс и кокс считаются как обычно (двойная и тройная победа соответственно).

## Названия комбинаций
Существует специальная система для названия комбинаций, выпавших на костях очков. Эта система распространена с небольшими вариациями в Восточной Европе и Западной Азии. В России используется следующий вариант этой системы:
| ⚀⚀ егана | ⚁⚀ ду ек ⚁⚁ дубара | ⚂⚀ се ек ⚂⚁ се ба ду ⚂⚂ ду се | ⚃⚀ чару ек ⚃⚁ чару ду ⚃⚂ чару се ⚃⚃ дорт чар | ⚄⚀ панджу ек ⚄⚁ панджу ду ⚄⚂ панджу се ⚄⚃ панджу чар ⚄⚄ ду паш | ⚅⚀ шешу ек ⚅⚁ шешу ду ⚅⚂ шешу се ⚅⚃ шешу чар ⚅⚄ шешу паш ⚅⚅ ду шеш |

Система получилась из смеси двух языков: персидского и турецкого. Так, например, дорт — «четыре» по-турецки, а чар — «четыре» по-персидски.

## Дополнительные факты

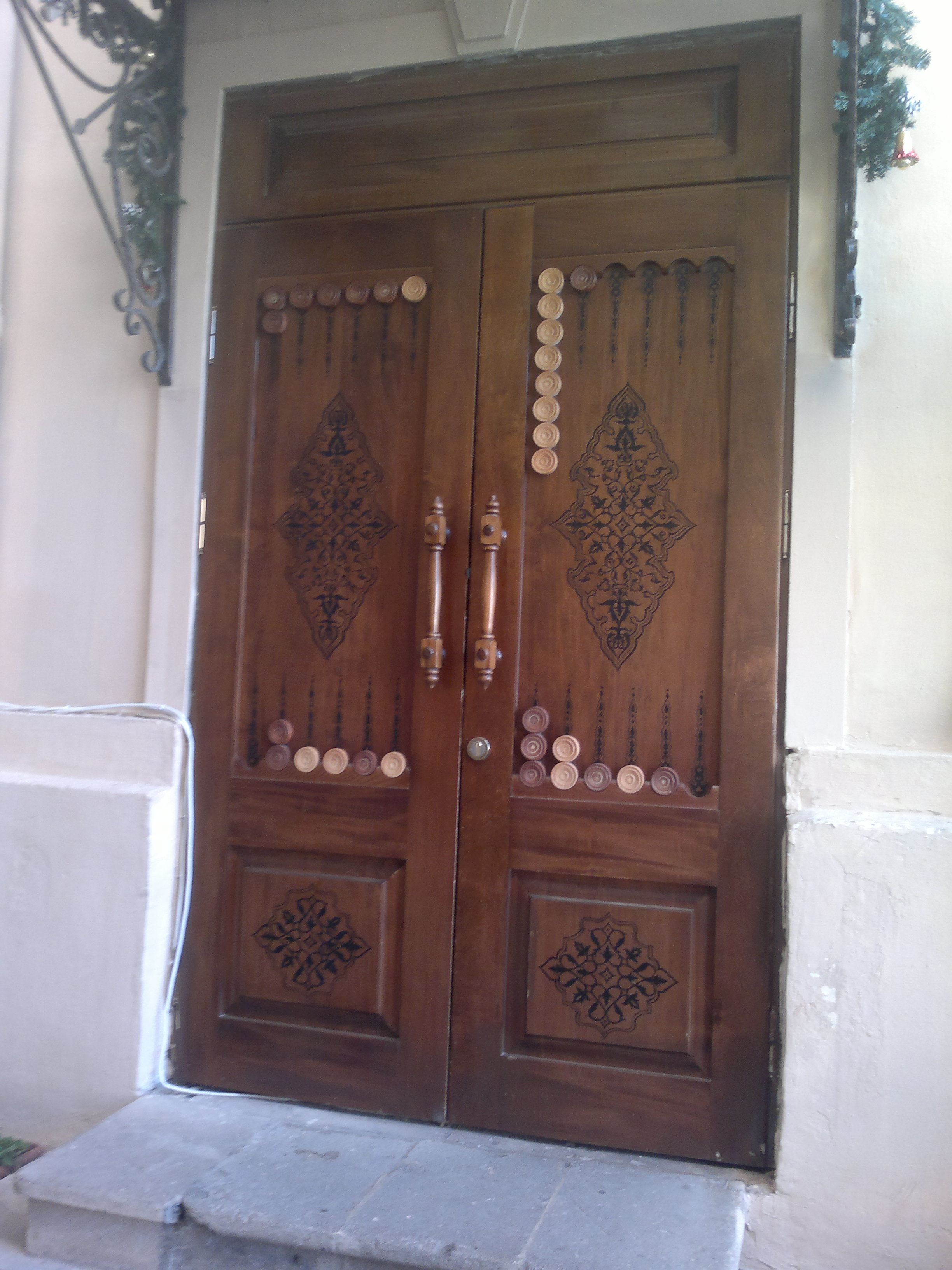
Дверь одного из домов в Баку в виде доски для нардов

- В Азербайджане, в городе Сумгаит, установлен памятник игрокам в нарды, а в одном из домов в Ичери-Шехер (исторический центр Баку) установлена дверь в виде доски для нардов[4].
- В центре Еревана установлен памятник игроку в нарды[28][29].
- Во Владикавказе, на улице Штыба, установлен памятник двум горожанам, играющим в нарды.